# إيرنيستو سيسنيروس
إيرنيستو سيسنيروس (بالإسبانية: Ernesto Cisneros)‏ هو مدرب كرة قدم ولاعب كرة قدم مكسيكي، ولد في 26 أكتوبر 1940 في غوادالاخارا في المكسيك. شارك مع منتخب المكسيك لكرة القدم. أما مع النوادي، فقد لعب مع أتلانتي إف سي وزاكاتيبيك ونادي أطلس.

## وصلات خارجية
- إيرنيستو سيسنيروس على موقع قاعدة بيانات كرة القدم.إي يو (الإنجليزية)
- إيرنيستو سيسنيروس على موقع ناشيونال فوتبول تيمز (الإنجليزية)
- إيرنيستو سيسنيروس على موقع Soccerway.com (الإنجليزية)
- إيرنيستو سيسنيروس على موقع عالم كرة القدم.نت (الإنجليزية)
- إيرنيستو سيسنيروس على موقع اللجنة الأولمبية الدولية (الإنجليزية)
- إيرنيستو سيسنيروس على موقع أوليمبيديا (الإنجليزية)